# Spathuliger mameti
Spathuliger mameti är en skalbaggsart som beskrevs av Auguste Vinson 1961. Spathuliger mameti ingår i släktet Spathuliger och familjen långhorningar. Inga underarter finns listade i Catalogue of Life.